# Bulbophyllum tremulum
Bulbophyllum tremulum là một loài phong lan thuộc chi Bulbophyllum.